# Вентурская улица (Братислава)
Вентурская улица (словац. Ventúrska ulica, нем. Venturgasse) венг. Ventur-utca) — улица в Братиславе (Старый город), является продолжением Михалской (Михайловской) улицы, после пересечения с Панской улицей переходит в Стркакову улицу, недалеко от площади Гвездослава и Моста словацкого национального восстания.
Во времена социализма называлась улица Йираско, по имени чешского писателя Алоиса Йирасека (1851—1930), затем улице вернули её первоначальное название, а имя Йирасека получила улица Мичурина в Петржалке (городской район Братиславы). Название Вентурская получила от фамилии богатой семьи Бонавентура ди Сальто, которая была очень известна в XV веке.

## Значимые объекты
На Вентурской улице располагается много известных исторических зданий, таких как Дворец Эрдёди конца XVIII века, Дворец Пальфи, Дворец Леопольда де Паули и Дворец Зичи. По адресу Вентурская, дом 5 некогда издавалась газета Прессбургер Цайтунг (Братиславская газета, считающаяся первой газетой на территории тогдашней Венгрии). В доме курии на этой же улице в 1833 года родился эрцгерцог Йозеф Карл Людвиг Австрийский (Габсбургский). В доме № 7 в XV веке располагался городской монетный двор (поскольку Братислава в 1430 году получила право чеканить монеты). Во времена правления венгерского короля Матьяша I Корвина (Хуньяди) в этом же доме находился старейший университет Словакии Истрополитанская академия, основанный в 1465 году воспитателем Матьяша I, венгерским архиепископом Яношом Витезом (университет начал свою деятельность в 1467 году c одобрения папы римского Павла II).

## Близлежащие улицы и площади
- Sedlarska
- Strakova
- Farská
- Panská
- Prepoštská ulica
- Zelená
- Hlavné námestie